# لئاز
لئاز (به فرانسوی: Léaz) یک کمون در فرانسه است که در Canton of Collonges واقع شده‌است.

## خصوصیات
لئاز ۱۱٫۴ کیلومترمربع مساحت و ۵۲۰ نفر جمعیت دارد و ۴۴۶ متر بالاتر از سطح دریا واقع شده‌است.